# Thomas Bayes
Thomas Bayes (pronunțat: [ˈbeɪz]) (c. 1702 – 17 aprilie 1761) a fost un matematician englez și preot prezbiterian, cunoscut pentru un caz special al teoremei care-i poartă numele din teoria probabilităților.

## Biografie
Thomas Bayes a fost fiul preotului prezbiterian londonez Joshua Bayes  și s-a născut probabil în Hertfordshire. În 1719, s-a înscris la Universitatea din Edinburgh pentru a studia logica și teologia. La întoarcerea sa în 1722 l-a ajutat pe tatăl său în capela sa nonconformistă din Londra înainte de a se muta la Tunbridge Wells, Kent în preajma lui 1734. Acolo, a fost preot al capelei Mount Sion până în 1752.
A publicat două lucrări în timpul vieței, una de teologie, alta de matematică:
1. Divine Benevolence, or an Attempt to Prove That the Principal End of the Divine Providence and Government is the Happiness of His Creatures (Divina Bunăvoință, sau o încercare de a demonstra că principalul țel al Divinei Providențe este fericirea creaturilor Sale, 1731)
2. An Introduction to the Doctrine of Fluxions, and a Defence of the Mathematicians Against the Objections of the Author of the Analyst (O introducere în doctrina fluxiunilor și o apărare a matematicienilor împotriva obiecțiilor autorului «Analistului», publicată anonim în 1736), în care a apărat bazele logice ale analizei matematice a lui Isaac Newton(„fluxiunile”) împotriva criticilor lui George Berkeley, autorul lucrării The Analyst

S-a speculat că Bayes ar fi fost ales Fellow of the Royal Society în 1742  după ce a publicat Introduction to the Doctrine of Fluxions, întrucât nu se știe dacă a mai publicat vreo altă lucrare matematică în timpul vieții.
La o vârstă mai înaintată, a devenit interesat de probabilități. Stephen Stigler crede că el a devenit interesat de subiect în timp ce revizuia o lucrare scrisă în 1755 de Thomas Simpson, dar George Alfred Barnard crede că el a învățat probabilități și matematică dintr-o carte a lui de Moivre. Activitatea și descoperirile sale în domeniul teoriei probabilităților au trecut după moartea sa în mâinile prietenului său Richard Price.
În 1755 era bolnav, iar în 1761 a murit la Tunbridge. A fost înmormântat în cimitirul Bunhill Fields din Moorgate, Londra.

## Teorema lui Bayes
Soluția lui Bayes la o problemă a „probabilității inverse” a fost prezentată în Essay Towards Solving a Problem in the Doctrine of Chances (Eseu despre rezolvarea unei probleme în doctrina șanselor, citită de Richard Price la Royal Society în 1763, după moartea lui Bayes, și publicată apoi în Philosophical Transactions of the Royal Society of London în anul următor ).
Acest eseu conține o afirmație despre un caz special al teoremei lui Bayes.
În primele decenii ale secolului al XVIII-lea, s-au rezolvat numeroase probleme privind probabilitatea anumitor evenimente, în anumite condiții.
De exemplu, dat fiind un număr de bile albe și negre dintr-o urnă, care este probabilitatea extragerii unei bile negre?
Atenția s-a îndreptat apoi asupra problemei reciproce:
dat fiind că s-au extras una sau mai multe bile,
ce se poate spune despre bilele albe și negre din urnă? Acestea se numesc uneori „probleme de probabilitate inversă”.
Eseul lui Bayes conține soluția sa pentru o problemă similară, ridicată de Abraham de Moivre, autorul Doctrinei șanselor (1718).

## Bayes și bayesianismul
Probabilitatea bayesiană este numele dat mai multor interpretări ale noțiunii de probabilitate, care au în comun ideea de probabilitate ca credință parțială, în loc de cea de frecvență de apariție a unui eveniment. Aceasta permite aplicarea probabilității mai multor propoziții și nu doar cele care au o clasă de referință. Termenul de „bayesian” a început să fie folosit în acest sens cam din 1950. 
Nu se știe dacă Bayes însuși a îmbrățișat larga interpretare denumită astăzi bayesiană. Este dificil să se evalueze ideile filosofice ale lui Bayes despre probabilitate, deoarece eseul său nu intră în chestiuni de interpretare. Acolo, Bayes definește probabilitatea după cum urmează (Definiția 5).
Probabilitatea oricărui eveniment este raportul între valoarea la care ar trebui calculată o așteptare în funcție de întâmplarea unui eveniment, și valoarea lucrului așteptat după ce s-a întâmplat.
În teoria modernă a utilității, utilitatea așteptată poate fi considerată a fi probabilitatea unui eveniment înmulțită cu răsplata primită în cazul lui. Rearanjarea acestei formule pentru a permite calculul probabilității dă definiția lui Bayes. Așa cum arată  Stigler, această definiție este subiectivă și nu necesită evenimente repetate; ea, însă, necesită ca evenimentul în chestiune să fie observabil, fiindcă altfel nu se poate spune deloc că „s-a întâmplat”. Stigler argumentează că Bayes intenționa să obțină rezultate într-o manieră mai limitată decât studiile moderne; dată fiind definiția probabilității după Bayes, rezultatul său privind parametrul unei distribuții binomiale are sens doar în măsura în care se poate paria pe consecințele sale observabile.
Formulele și teoremele stabilite de Bayes au constituit o preocupare din partea lui Laplace (1774), Condorcet și alții.